# Jarnioux
Jarnioux – miejscowość i dawna gmina we Francji, w regionie Owernia-Rodan-Alpy, w departamencie Rodan. W 2016 roku populacja ówczesnej gminy wynosiła 669 mieszkańców. 
Dnia 1 stycznia 2019 roku ówczesną gminę Jarnioux włączono do Porte-des-Pierres-Dorées. Siedzibą gminy została miejscowość Pouilly-le-Monial. 